# San Ignacio de Velasco
San Ignacio de Velasco (auch San Ignacio oder kurz SIV) ist eine Mittelstadt im Departamento Santa Cruz im südamerikanischen Andenstaat Bolivien. Sie ist Sitz der Verwaltung der Provinz José Miguel de Velasco und zentraler Ort im Municipio San Ignacio de Velasco.
Die Stadt ist Sitz des römisch-katholischen Bistums San Ignacio de Velasco.

## Geographie
San Ignacio liegt im bolivianischen Tiefland in der Region Chiquitanía, einer noch weitgehend unberührten Landschaft auf einer Höhe von 411 m zwischen Santa Cruz und der brasilianischen Grenze. Die Stadt am Oberlauf des Río Paraguá, der im weiteren Verlauf in den Río Iténez mündet, grenzt im Nordosten an den künstlich angelegten Guapomó-See, der San Ignacio mit dem notwendigen Brauchwasser versorgt.

## Klima

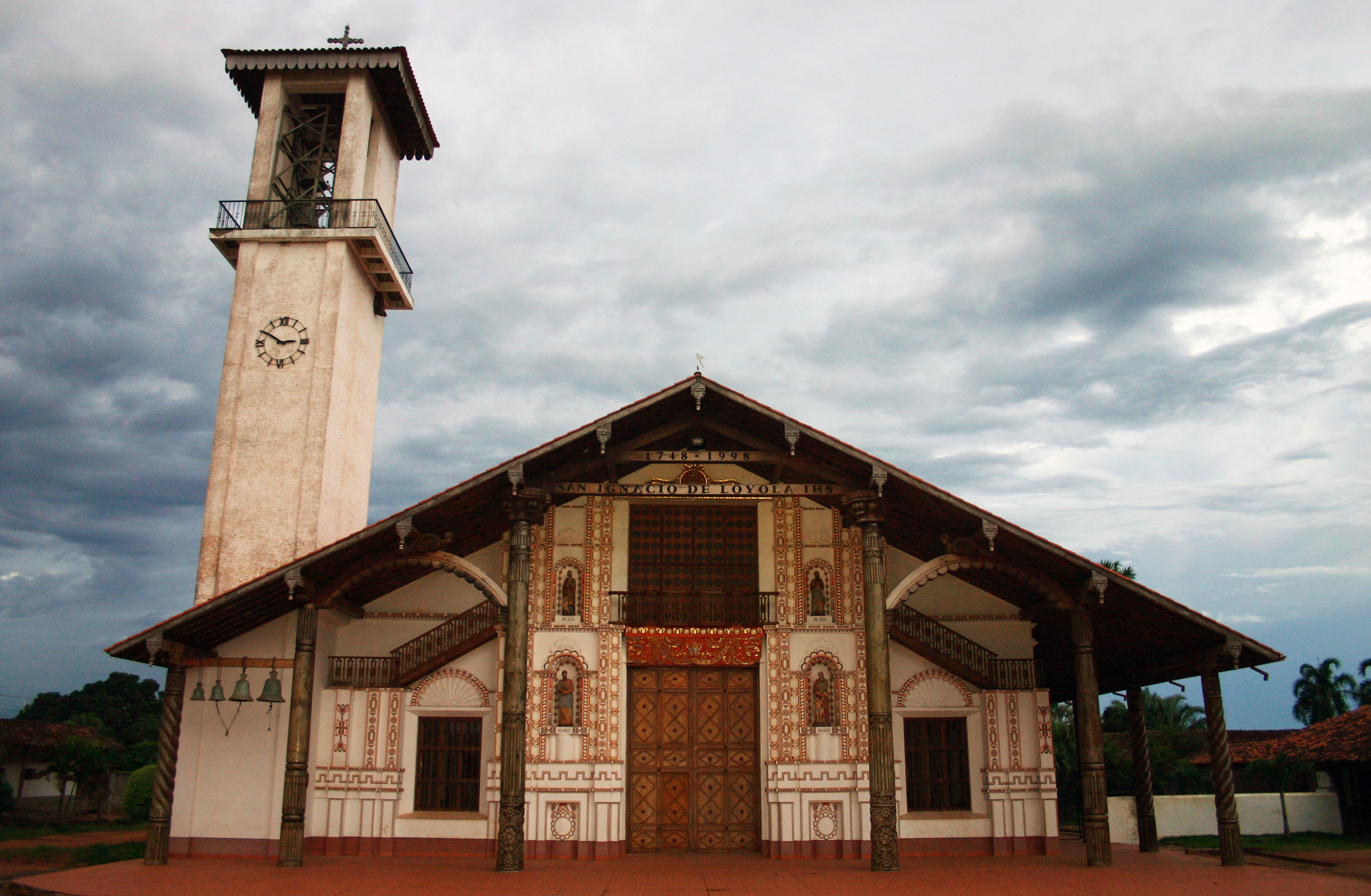
Kirche der Jesuitenreduktion in San Ignacio de Velasco, restauriert von Hans Roth

Das Klima der Region ist ein semi-humides Klima der warmen Tropen.
Die monatlichen Durchschnittstemperaturen schwanken im Jahresverlauf nur geringfügig zwischen 20,9 °C im Juni und 26,6 °C im Oktober, wobei sie zwischen September und März fast konstant oberhalb von 25 °C liegen (siehe Klimadiagramm San Ignacio de Velasco). Das Temperatur-Jahresmittel beträgt 24,5 °C. Die jährliche Niederschlagsmenge liegt im langjährigen Mittel bei 1200 mm. Drei Viertel des Niederschlags fallen in der Regenzeit von November bis März, während in der Trockenzeit in den ariden Monaten Juni bis August weniger als 30 mm pro Monat fallen.

## Geschichte
San Ignacio wurde 1748 von den Jesuiten als Jesuitenreduktion gegründet. 1761 wurde eine große Kirche fertiggestellt, die aber in der ersten Hälfte des 20. Jahrhunderts zunehmend verfallen war. 1998 bis 2001 wurde sie rekonstruiert, gehört aber, da nun ein moderner Bau, nicht zum UNESCO-Welterbe „Jesuitenreduktionen der Chiquitos“. Sie ist heute Kathedralkirche des 1930 errichteten Bistums San Ignacio de Velasco.

## Bevölkerung
Die Einwohnerzahl der Stadt ist in den vergangenen dreieinhalb Jahrzehnten auf ein Mehrfaches angestiegen:
| Jahr | Einwohner | Quelle       |
| ---- | --------- | ------------ |
| 1976 | 2 998     | Volkszählung |
| 1992 | 12 565    | Volkszählung |
| 2001 | 19 401    | Volkszählung |
| 2012 | 23 126    | Volkszählung |
| 2024 |           | Volkszählung |

Die Landessprache Spanisch ist Hauptverkehrssprache in San Ignacio. Auf Grund der Nähe zu Brasilien spricht ein Teil der Ortsbevölkerung auch Portugiesisch. Darüber hinaus sprechen viele Einwohner die indigene Chiquitano-Sprache.

## Verkehrsnetz
San Ignacio liegt in nordöstlicher Richtung knapp 400 Straßenkilometer von Santa Cruz entfernt, der Hauptstadt des Departamentos, mit der die Stadt über einen regelmäßigen Busverkehr verbunden ist.
Von Santa Cruz aus führt die asphaltierte Nationalstraße Ruta 4 über 57 Kilometer in nördlicher Richtung über Warnes nach Montero. Hier trifft sie auf die Ruta 10, die über eine Strecke von 279 Kilometer nach Osten führt und die Ortschaften San Ramón, San Javier und Santa Rosa de Roca als Asphaltstraße durchquert. Auf den restlichen 60 Kilometern bis nach San Ignacio ist die Straße unbefestigt, ebenso auf ihrem 310 Kilometer langen weiteren Weg nach Osten entlang der brasilianischen Grenze über San Vicente de la Frontera nach San Matías und weiter in die brasilianische Stadt Cáceres, mit der auch eine Busverbindung besteht.
Von San Ignacio aus nach Süden führt die Nationalstraße Ruta 17 über San Miguel und San Rafael zum 200 Kilometer entfernten San José de Chiquitos und von dort weiter über die Ruta 4 in südlicher Richtung nach Roboré und Puerto Suárez.
Der bis 2018 neugebaute Flughafen San Ignacio liegt etwa 8 km westlich der Stadt.

## Persönlichkeiten
- Martin Schmid (1694–1772), Schweizer Jesuit, wirkte als Missionar, Musiker und Baumeister hauptsächlich in der Provinz Chiquitos im heutigen Bolivien
- Katherine David Céspedes (* 1988), Miss Bolivien 2007, in San Ignacio geboren